# Mayfair (hrabstwo Kern)
Mayfair – obszar niemunicypalny w Kern County, w Kalifornii (Stany Zjednoczone), na wysokości 133 m.